# Michał Ryznar
Michał Ryznar (ur. 1957) – polski inżynier podstawowych problemów techniki w zakresie matematyki. Absolwent Politechniki Wrocławskiej. Od 2013 profesor na Wydziale Podstawowych Problemów Techniki Politechniki Wrocławskiej.